# Formiate de césium
Le formiate de césium ou méthanoate de césium est un sel de formule Cs(HCOO) utilisé notamment dans l'industrie pétrolière pour le forage des puits à haute pression.

## Utilisation
Des solutions aqueuses saturées de formiate de césium sont depuis les années 1990 utilisées par l'industrie pétrolière comme boue synthétique pour le forage des puits de prospection ou d'exploitation en condition extrême de haute pression et de haute température (abrégée HP/HT).
Le formiate de césium permet ainsi de produire des solutions ultra-denses qui peuvent être injectées de la surface dans le tube d’un forage profond afin de mieux contrebalancer la pression hydrostatique du fond du puits et des parois et préviennent le risque d'explosion . De plus, la haute densité des boues permet d'évacuer plus facilement les débris rocheux du forage lorsque ces derniers flottent dans la solution.
C'est ainsi qu'ont été forés les puits du plus gros projet mondial de forage pétrolier et gazier au monde, en mer du Nord, dans le champ pétrolier et gazier d'Elgin-Franklin-Glenelg.

## Propriétés physico-chimiques
Le sel peut former des solutions aqueuses très denses (solution contenant jusqu'à 72 % w/w de sel avec une densité de 2,32 g·ml-1), stable jusqu'à une température de 190 °C. Il est 50 % plus dense que le formiate de potassium qu'il remplace peu à peu depuis les années 1990.

## Production et synthèse
La voie de synthèse est fondée sur la réaction de l'acide formique sur l'hydroxyde de césium.
Ce produit est passé dans les années 1990 du statut de produit de laboratoire utilisé en petites quantités à celui de produit industriel utilisé en grandes quantités par les pétroliers. 

Des mines et usines spécialisées ont été créées pour répondre à la demande des pétroliers. La société Cabot en est l'un des producteurs.